# Nagari Sariak
Nagari Sariak is een bestuurslaag in het regentschap Agam van de provincie West-Sumatra, Indonesië. Nagari Sariak telt 1939 inwoners (volkstelling 2010).